# St. Petersburg Ladies Trophy
Il St. Petersburg Ladies' Trophy è un torneo femminile di tennis giocato sui campi in cemento indoor dell' Arena Sibur.
Questo torneo si disputa dal 2016 a San Pietroburgo. Dal 2016 al 2020 era classificato come WTA Premier, con un montepremi di 753 000 $. Le edizioni del 2018, 2019 e 2021 hanno vinto il premio come miglior torneo di categoria.
Nel 2021 il torneo viene classificato come WTA 500.
Il torneo prende il posto in calendario del Proximus Diamond Games.

## Albo d'oro

### Singolare
| Anno | Categoria     | Vincitrice          | Finalista           | Punteggio        |
| ---- | ------------- | ------------------- | ------------------- | ---------------- |
| 2016 | Premier       | Roberta Vinci       | Belinda Bencic      | 6–4, 6–3         |
| 2017 | Premier       | Kristina Mladenovic | Julija Putinceva    | 6–2, 6(3)–7, 6–4 |
| 2018 | Premier       | Petra Kvitová       | Kristina Mladenovic | 6–1, 6–2         |
| 2019 | Premier       | Kiki Bertens (1)    | Donna Vekić         | 7–6(2), 6–4      |
| 2020 | Premier       | Kiki Bertens (2)    | Elena Rybakina      | 6–1, 6–3         |
| 2021 | WTA 500       | Dar'ja Kasatkina    | Margarita Gasparjan | 6–3, 2–1 rit.    |
| 2022 | WTA 500       | Anett Kontaveit     | Maria Sakkarī       | 5–7, 7–6(4), 7–5 |
| 2023 | Non disputato | Non disputato       | Non disputato       | Non disputato    |

### Doppio
| Anno | Categoria     | Vincitrici                             | Finaliste                                | Punteggio           |
| 2016 | Premier       | Martina Hingis Sania Mirza             | Vera Duševina Barbora Krejčíková         | 6–3, 6–1            |
| 2017 | Premier       | Jeļena Ostapenko Alicja Rosolska       | Darija Jurak Xenia Knoll                 | 3–6, 6–2, [10–5]    |
| 2018 | Premier       | Timea Bacsinszky Vera Zvonarëva        | Alla Kudrjavceva Katarina Srebotnik      | 2–6, 6–1 [10–3]     |
| 2019 | Premier       | Margarita Gasparjan Ekaterina Makarova | Anna Kalinskaja Viktória Kužmová         | 7–5, 7–5            |
| 2020 | Premier       | Shūko Aoyama Ena Shibahara             | Kaitlyn Christian Alexa Guarachi         | 4–6, 6–0, [10–3]    |
| 2021 | WTA 500       | Nadežda Kičenok Ioana Raluca Olaru     | Kaitlyn Christian (2) Sabrina Santamaria | 2–6, 6–3, [10–8]    |
| 2022 | WTA 500       | Anna Kalinskaja Caty McNally           | Alicja Rosolska Erin Routliffe           | 6–3, 6(4)–7, [10–4] |
| 2023 | Non disputato | Non disputato                          | Non disputato                            | Non disputato       |